# System kanclerski
System kanclerski – system rządów stanowiący odmianę systemu parlamentarno-gabinetowego.
W systemie kanclerskim głowa państwa ma ograniczone kompetencje w dziedzinie władzy wykonawczej.
Szefem rządu jest kanclerz o bardzo silnej pozycji i szerokich uprawnieniach.
System kanclerski jest systemem rządów funkcjonującym
współcześnie w Niemczech.